# Дурґа
Дурґа (деванагарі: दुर्गा, Durga — «недосяжна», «непереможна») — індуїстська Богиня, одна з Деві, що зображується нестерпно яскравою, з десятьма руками, на леві або тигрі, озброєна різноманітними типами зброї, тримає квітку лотоса, завжди з усмішкою, показує жест мудру або інші жести руками. Богині присвячений великий фестиваль Дурґа-Пуджа.

## Походження
Верховна Богиня і мати всіх богів і Богинь, Маа Дурґа є початковою істотою і винищувачкою демонів. Деві з пишним чорним волоссям, гарними очима та десятьма руками, яка прийшла на землю, щоб встановити перевагу добра над злом. У тривалій битві протягом десяти днів Маа Дурґа виграє безперервний бій між богами і демонами. Дурґа-пуджа — це спосіб відсвяткувати цей вічний прояв істини і чистоти. Деві Дурґа, дочка Гімалаїв, уособлює собою витончену красу, материнство, силу і воїнську доблесть.
Легенда про Маа Дурґу має кілька версій, так само як і походження Дурґа-Пуджі. Згідно з найбільш поширеним міфом, небесні боги-чоловіки створені Деві Дурґою, гнівною Богинею, втіленням Ма Саті (дружина Господа Шиви). Потужний демон Магішасур (Mahishasur, що народився з союзу Рамбги, короля демонів, і буйволиці), який легко може змінити форму від людини до буйвола, переміг Індру, царя небес. Цей демон був наділений унікальним даром від Brahmadev, через що ні людина, ані Бог не могли перемогти його. Повний хаос і сум'яття запанували на небесах. Всі боги позникали зі своїх золотих тронів. Боги просили Трійцю (Брахма, Вішну і Махеш) врятувати їх від знищення. Трійця створила променисто красиву жінку, Дурґу. Проявом верховної влади самої Адішакті, Деві Дурґа є втіленням трьох проточних каналів початкової енергії (і наступних кундаліні повноважень) — Мага Лакшмі (Центральний канал), Мага Сарасваті (правий) і Маха Калі (лівий). Ці енергії зливаються разом, щоб сформувати остаточне джерело енергії як Маа Дурґа.
Усі інші боги дарують свої повноваження і енергію цій прекрасній, благодатній і красномовній леді. Король Гімалаїв приймає Деві як дочку і дарує їй чудового білого лева, який стає її ваганою, носієм. Із зброєю в десятьох руках і верхи на левові Мати Дурґа спускається на землю, і там настає жорстока битва між Деві і демоном Магішасурою. Цей грізний бій триває протягом десяти днів. Нарешті, на десятий день, Деві Дурґа вбиває його тризубом (день відомий як Віджай дашамі).
Дурґа є, скоріше, загальним терміном для Богині-матері, здебільшого її божеству поклоняються в храмі Бгаґаваті або Магадеві. Більшість храмів для ведення обрядів поклоняються певним формам Дурґи, як божеству, наприклад Храм Бгаґаваті Каньякумарі є храм Дурґи або Деві, але основна форма Богині — Деві Кат'яяні.
Богиня Дурґа існує вічно, незмінна у своїй милій природі, вона наповнює серця і уми тих, хто їй поклоняється. Володіючи енергією Шакті, вона міняє імена і форми, так як будучи тонкої духовної енергії — Кундаліні, вона висвітлює лотоси семи центрів сприйняття священного людського тіла.
Богиня Дурґа вбила могутнього демона Махіша і всіх його великих командирів. Коли демонічні сили створюють дисбаланс, усі боги об'єднуються і перетворюються на божественну силу, звану Шакті або Дурґа.
Будучи десятирукою Богинею, Дурґа являє собою блискучу форму, яка зачаровує всіх і кожного. Форма, яка є загрозливою і милосердною одночасно, підносить мудрі духовні вчення в своїй суворій манері. Дурґа Пуджа — дев'ятиденний період святкування найбільш популярного свята. Протягом цих дев'яти днів люди поклоняються дев'ятьом формам Богині.

## 9 форм Богині
Будь-яка з 9 форм (Навадурґа) вважається Санкальпою. Навадурґа — Шаїлпутрі, Брагмачаріні, Чандраґганта, Кушманда, Скандамата, Кат'яяні, Каларатрі, Магаґаурі, Сіддгідатрі це священні форми Дурґи, яким поклоняються.

### 1. Сіддгідатрі
На початку всесвіту Господь Рудра (Шива) поклонявся Аді-Парашакті жіночій енергії всесвіту, яка не мала форми. Їй сподобалися його поклоніння і вона з'явилася у вигляді Сіддгідатрі з лівої половини Господа Шиви. Сіддгідатрі поклоняються на дев'ятий день Навратрі. Вважається, що Богиня Сіддгідатрі забезпечує напрям і енергію планети Кету. Тому планета Кету регулюється нею.
Іконографія. Богиня Сіддгідатрі сидить на лотосі або їде на леві. Вона зображується з чотирма руками. Тримає у правій нижній руці — Чакру, у правій верхній — Булаву, в лівій верхній — квітку Лотоса, в лівій нижній руці — Шанкх (мушлю).
Деванагарі Ім'я — सिद्धिदात्री
Вона Богиня, хто володіє і дарує всі види сіддги її відданим. Навіть Господь Шива отримує всі Сіддгі милістю Богині Сіддгідатрі. Їй поклоняються не тільки люди, але і Діви, гандгарви, Asura, Якша і Сідга. Господь Шива отримав звання Ардга — Narishwar коли Богиня Сіддгідатрі з'явилася з його лівої половини.

### 2. Кушманда
Після прийняття форми Сіддгідатрі, Богиня Парваті почала жити всередині центру Сонця таким чином, що вона може звільнити енергію Всесвіту. З тих пір Богиня знана як Kushmanda. Кушманда — Богиня, яка має владу і можливість жити всередині Сонця. Світіння і сяйво її тіла таке ж, як у Сонця. Богині Кушманда поклоняються на четвертий день Наваратрі. Вважається, що Богиня Kushmanda забезпечує напрям і енергію Сонця. Тому Бог Сонце регулюється Богинею Кушманда.
Іконографія. Богиня Сіддгідатрі їде на левиці. Вона зображується з вісьмома руками. У неї є камандалу, лук, стріла, лотос, глечик з нектаром, булава і чакра, чотки.
Деванагарі Ім'я — कूष्माण्डा. Богиня Kushmanda має вісім рук, і через це вона також знана як Ashtabhuja Деві. Вважається, що вся влада, яка дарує Сіддгі (містичні сили) і Niddhis (види скарбів) знаходяться в її чотках (Japa Mala).
Вважається, що Вона створила цілий всесвіт, тому її називають Брагманда (ब्रह्माण्ड) на санскриті — просто трохи посміхнулась. Вона також любить страви з білого гарбуза, відомі як Кушманда (कुष्माण्ड). Через її асоціацію з Брагмандою і Kushmanda Вона широко знана як Богиня Кушманда.

### 3. Брагмачаріні
Після форми Kushmanda, Богиня Парваті народилася в будинку Дакша Праджапаті. У такому вигляді Богиня Парваті була велика Саті і її неодруженій формі поклоняються як Богині Брагмачаріні. Богині Брагмачаріні поклоняються на другий день Наваратрі. Вважається, що Господь Мангал, Марс, постачальник всіх станів, регулюється Богинею Брагмачаріні.
Іконографія. Богиня Брагмачаріні зображується босоніж. У неї є дві руки і Вона несе Чотки (Japa mala) в правій руці і Kamandal (посуд для води) в лівій руці.
Деванагарі Ім'я — ब्रह्मचारिणी. Богиня Brahmacharini зробила серйозну аскезу, щоб отримати Господа Шиву, за її чоловіка. Вона практикувала жорсткий аскетизм і завдяки якому вона називалася Brahmacharini.
Під час її покаяння, щоб отримати Господа Шиву, за її чоловіка Вона провела 1000 років на дієті квітів і фруктів і ще 1000 років на дієті із листви овочів, та спала на підлозі.
Далі Вона дотримувалася суворого режиму натщесерце під час перебування у відкритому місці під палаючим сонцем влітку, суворими зимами і під бурхливими дощами. Згідно індуїстської міфології Вона була на дієті, їла сухе листя Більви 3000 років, та молилася Господу Шиві. Пізніше Вона навіть перестала їсти листя Більви і продовжила своє покаяння без їжі і води. І тоді її стали називати Aparna.
Як ходять легенди, Богиня Брагмачаріні приречили себе на заклання, бажаючи отримати батька в своєму наступному народженні, яка зможе поважати свого чоловіка Господа Шиву.

### 4. Шаїлпутрі
Після самоспалення як Богині Саті, Богиня Парваті прийняла народження, як дочка повелителя Гімалаїв. На санскриті Шаїл означає гору і у зв'язку з чим, Богиня була знана як Шаїлпутрі, дочка гори. Богині Шаїлпутрі поклоняються на перший день Наваратрі. Вважається, що Місяць, постачальник всіх станів, регулюється Богинею Шаїлпутрі і будь-який поганий ефект Місяця може бути подоланий, поклоняючись цій формі Аді Шакті.
Іконографія. Гора, у Богині Шаїлпутрі є бик, і через це вона також відомий, як Vrisharudha (वृषारूढ़ा). Богиня Шаїлпутрі зображена з двома руками. Вона несе тришула (тризуб) в правій руці і квітку лотоса в лівій руці.
Деванагарі Ім'я — शैलपुत्री. Вона також знана як Хемаваті і Парваті. Через її важливість серед усіх дев'яти форм Богині Шаїлпутрі поклоняються на перший день Наваратрі. Подібно її попередньому житті, як Богині Саті, Богиня Шаїлпутрі одружилися з богом Шивою.

### 5. Магаґаурі
Згідно міфології, Богиня Сгаілпутрі у віці шістнадцяти років була дуже гарною і була благословенна світлою шкірою. Через її крайню світлу, чисту, сяючу шкіру вона була знана як Богиня Магаґаурі. Богині Магаґаурі поклоняються на восьмий день Наваратрі. Вважається, що планета Рагу регулюється Богинею Магаґаурі.
Іконографія. У Богині Магаґаурі є бик, і через це вона також знана як Vrisharudha (वृषारूढ़ा). Богиня Mahagauri зображена з чотирма руками. Вона несе тришула (тризуб) в одній правій руці і тримає другу праву руку в Абгая-мудрі (жесті захисту). Вона прикрашає дамару (барабан) в одній лівій руці і тримає другу ліву руку в Варада-мудрі (жест благословення).
Деванагарі Ім'я — महागौरी. Богиня Магаґаурі надзвичайно справедлива. Через її світлу шкіру Богиня Магаґаурі порівнюється з раковиною, Місяцем і білою квіткою Кунди (कुंद). Вона прикрашається завжди тільки білим одягом й завдяки чому, вона також знана як Shwetambardhara (श्वेताम्बरधरा).

### 6. Чандраґганта
Богиня Chandraghanta є одружена форма Богині Парваті. Після того як побралася з Господом Шивою, Богиня Магаґаурі почала прикрашати лоб з половиною Чандра (місяця) і завдяки якому Богиня Парваті була знана як Богиня Чандраґганта.
Богині Чандраґганта поклоняються на третій день Наваратрі. Вважається, що планета Шукра, Венера регулюється Богинею Чандраґганта.
Іконографія. Богиня Чандраґганта сидить на тигриці. Вона носить напівкруглий місяць (Chandra) на лобі. Півмісяця на лобі виглядає як дзвоник (Ґганта), і через це вона знана як Чандра — Ґганта. Вона зображується з десятьма руками. Богиня Chandraghanta несе Тризуб, Булава, Меч і посуд для води в її чотирьох правих руках і тримає п'яту праву руку в Варада-мудрі (жест благословення). Вона несе квітку Лотоса, Стрілку, Лук, Чотки в її чотирьох лівих руках і тримає п'яту ліву руку в Абгая-мудрі (жесті захисту).
Деванагарі Ім'я — चंद्रघंटा. Ця форма Богині Парваті є мирною, і є турботливою для своїх відданих. У цій формі Богиня Чандраґганта готова до війни з усіма її зброєю. Вважається, що звук Місяця дзвоника на лобі проганяє всіх типів духів від її відданих.

### 7. Скандамата
Коли Богиня Парваті стала матір'ю Господа Сканди (також відомий як Картікея), Мати Парваті стала знана як Богиня Скандамата.
Богині Скандамата поклоняються на п'ятий день Наваратрі. Вважається, що планета Будга, Меркурій регулюється Богинею Skandamata.
Іконографія. Богиня Skandamata їде на лютому левові. Вона несе дитину Муругану на колінах. Господь Муруган, також відомий, як Картікея і брат Господа Ганеші. Богиня Skandamata зображена з чотирма руками. Вона несе квіти лотоса в її верхніх двох руках. Вона тримає немовля Муругану в одній руці і тримає іншу праву руку в Абгая-мудрі. Вона сидить на квітці лотосу і через це Skandamata також знана як Богиня Падмасана.
Деванагарі Ім'я — स्कन्दमाता. Обличчя Богині Skandamata є Shubhra (शुभ्र), який описує її білий колір обличчя. Віддані, які поклоняються цій формі Богині Парваті отримують також милість, як і від поклоніння Господу Картикеї. Цією якістю володіє тільки ця форма Богині Парваті Skandamata.

### 8. Кат'яяні
Щоб знищити демона Махішасуру, Богиня Парваті прийняла форму Богині Кат'яяні. Це була найжорстокіша форма Богині Парваті. У цій формі вона також знана як Богиня-воїн. Богині Кат'яяні поклоняються на шостий день Наваратрі. Вважається, що планета Бріхаспаті, Юпітер регулюється Богинею Кат'яяні.
Іконографія. Богиня Кат'яяні їде на чудовому левові і зображується з чотирма руками. Богиня Кат'яяні несе квітку лотоса і меч в її правих руках і тримає її ліві руки в Абгая-мудрі (жесті захисту) і Варада-мудрі (жест благословення).
Деванагарі Ім'я — कात्यायनी. З релігійних текстів Богиня Парваті народилася в будинку шавлії Каті та у зв'язку з чим ця форма Богині Парваті відомий як Кат'яяні. Син Кат і Катьйі — Ріші Кат'яян народився в дереві родини Катьйа. Кат'яян покаявся у своєму бажанні отримати парамбу у свої дочки. В результаті вона народилася дочкою Кат'яяна, і тому її звуть Кат'яяні. У неї три ока і вісім рук, в яких вона тримає різні види зброї, сидячи верхи на леві.

### 9. Каларатрі
У Богині убрали зовнішню золоту шкіру, щоб убити демонів на ім'я Шумбга і Нішумбга, Вона була знана як Богиня Каларатрі. Каларатрі є найзапекліша і найлютіша форма Богині. Богині Каларатрі поклоняються на сьомий день Наваратрі. Вважається, що планета Шані, Сатурн регулюється Богині Каларатрі.
Іконографія. Богиня Каларатрі має темно чорний колір і Вона їде на віслюку. Вона зображується з чотирма руками. Її права рука в Abhaya і Varada мудрі і Вона несе меч і смертоносний залізний серп в її лівій руці.
Деванагарі Ім'я — कालरात्रि. Хоча Богиня Каларатрі є найлютішим форма Богині Парваті, вона благословляє її відданих з Абгая-мудрою (жесті захисту) і Варада-мудрою (жест благословення). Через те, що вона постійно чинить добро своїм підданим, вона також знана як Богині Shubhankari (शुभंकरी). Ім'я Богині Каларатрі також пишеться як Богиня Kalratri і Богиня Kaalratri.
Каларатрі є сьомою формою в послідовному шануванні матері Дурґи в дні Наваратрі. Колір її тіла — темний і чорний. У неї розпатлане волосся. Намисто, що виблискує блискавками, прикрашає її шию. Три її ока, що мають форму космічного яйця, постійно метають блискавки. Коли вона вдихає або видихає, через її ніздрі виривається полум'я. Вона їздить верхи на віслюку. Жестом піднятої правої руки вона завжди дарує благословення всім без винятку. Жестом нижньої правої руки вона усуває страхи. У верхній лівій руці вона тримає подібне шіпу зброю, зроблену з заліза, а в нижній лівій руці у неї кинджал.
На мати Каларатрі завжди вкрай страшно дивитися, але вона завжди сприятлива до всіх. Ось чому інше її ім'я — Шубханкарі (приносить гарне). Тому віддані не повинні боятися її.
На сьомий день Наваратрі писання наказують шанування Каларатрі. Цього дня розум того, хто поклоняється Богині досягає Сахасрара Чакри. Для такої людини відкривається двері до всіх Сіддгі Всесвіту. Цього дня Садгака з усіма своїми здібностями ототожнює себе з Матір'ю Каларатрі. У результаті її прямого бачення перед відданим відкриваються всі чесноти. Всі його гріхи і всі перешкоди на його шляху повністю руйнуються. Він досягає обителі, яка дарує невичерпну чесноту.
Мати Каларатрі руйнує нечистоту. Данави, дайте, Ракшаси, бгут, прети та інші злі духи приходять в жах і тікають, як тільки відданий згадує Каларатрі. Вона також усуває негативні планетарні впливи. Її шанувальник не боїться вогню, води, диких звірів, ворогів і ночі. Її милістю він не відчуває жодних страхів.
Зберігаючи її форму в своєму серці і медитуючи на неї, відданий повинен шанувати тільки її. Він повинен дотримуватися Яму, данням та Сам'яма (всі правила і приписи). Очищення розуму, мови і тіла є необхідними для її вшанування. Вона — Шубганкарі. Сприятливі ефекти, що виникають з її шанування, незчисленні.

## Мантри
Гаятрі-мантра:
Om Kathyayanaya Vidhmahe

Kanya Kumari Dheemahe

Tanno Durgya Prachodayaath!

Moola Mantra: Om Dhum Durgayai Namaha!